# With Six You Get Eggroll
With Six You Get Eggroll (Met zes word't hommeles) is een film uit 1968 onder regie van Howard Morris.

## Verhaal
Abby is een weduwe en moeder van drie jongens. Ze ontmoet Jake, een weduwnaar en vader van een tienermeisje. Ze trouwen gelukkig; alleen zijn de kinderen hier niet zo blij mee: Stacy, de dochter van Jake, wil namelijk de vrouw van het huis zijn en Flip, de oudste zoon van Abby, haat Jake...

## Rolverdeling
| Acteur          | Personage     | Opmerkingen |
| --------------- | ------------- | ----------- |
| Doris Day       | Abby McClure  |             |
| Brian Keith     | Jake Iverson  |             |
| Pat Carroll     | Maxine Scott  |             |
| Barbara Hershey | Stacy Iverson | Filmdebuut  |
| George Carlin   | Herbie Fleck  |             |
| John Findlater  | Flip McClure  |             |
| Elaine Devry    | Cleo          |             |
| Herb Voland     | Harry Scott   |             |
| Jamie Farr      | Jo Jo         |             |
| Alice Ghostley  | Molly         |             |